# A napraforgós hölgy
A napraforgós hölgy is een Hongaarse dramafilm uit 1918 onder regie van Michael Curtiz. In Nederland werd de film destijds uitgebracht onder de titel Zonnebloem.

## Verhaal
Een jonge modiste wordt verliefd op een knappe marineofficier. Ze steekt haar bruidegom dood om hem kwijt te raken. Dan sluit ze de officier op in haar huis. Als hij het lijk met een zonnebloem in de hand aantreft, vlucht hij ogenblikkelijk weg door het raam. Het meisje trouwt vervolgens met een graaf en ze vermoordt ook hem. Wanneer ze daarna wordt afgewezen door de officier, pleegt ze zelfmoord door in zee te springen.

## Rolverdeling
| Acteur          | Personage |
| --------------- | --------- |
| Ivo Badalić     |           |
| Lucy Doraine    |           |
| Jenő Balassa    |           |
| Lajos Kemenes   |           |
| Cläre Lotto     |           |
| Erzsi B. Marton |           |
| Iván Petrovich  |           |
| Lajos Réthey    |           |
| Anton Tiller    |           |
| Jenő Törzs      |           |